# 삼일초등학교 (경기)
삼일초등학교는 대한민국 경기도 안산시에 있는 공립 초등학교이다.

## 학교 연혁
- 1990년 2월 6일 : 개교
- 2025년 3월 1일 : 경수초등학교 통폐합

## 참고 자료
- 삼일초등학교 - 한국교육학술정보원 학교알리미